# Atomizer
| Оценки критиков               | Оценки критиков |
| Источник                      | Оценка          |
| ----------------------------- | --------------- |
| AllMusic                      | [ 2 ]           |
| Christgau's Record Guide      | B+              |
| Encyclopedia of Popular Music | [ 4 ]           |
| The Great Rock Discography    | 7/10            |
| The Line of Best Fit          | 9/10            |
| MusicHound Rock               | 3/5             |
| NME                           | 10/10           |
| The Rolling Stone Album Guide | [ 9 ]           |
| Select                        | [ 10 ]          |
| Spin Alternative Record Guide | 9/10            |

Atomizer (с англ. — «Распылитель») — первый студийный альбом панк-рок группы Big Black, вышедший в 1986 году на лейбле Homestead Records и переизданный на CD компанией Touch & Go в 1992 году, уже после распада коллектива.
Журнал Spin присвоил альбому 83 место в списке «100 альтернативных альбомов» в 1995 году. Журнал New Musical Express поместил альбом «Atomizer» на 372 место в списке 500 величайших альбомов всех времён по версии журнала в 2013 году. Альбом был включён в книгу 1001 Albums You Must Hear Before You Die.

## Об альбоме
Atomizer был первым полноформатным альбомом группы, так как до 1986 года группа выпускала только EP. Так же, как и на предыдущих миньонах коллектива, в записи использовалась драм-машина Roland TR-606 вместо живых ударных. Альбом продюсировал Йен Бёрджесс и участники группы, преимущественно во главе со Стивом Альбини, занимавшимся также программированием драм-машины. Помимо сильно скрипящего «шумного» звучания, провокационными были и тексты Альбини, отличавшиеся повышенной долей цинизма и мизантропии, что будет продолжено и доведено до апофеоза во втором альбоме группы.
Во вкладыше виниловой обложки альбома также было подробное описание текстов песен авторства Альбини: так, «Jordan, Minnesota» повествовала о распространённом изнасиловании детей в Миннесоте, «Passing Complexion» — о негре-альбиносе и межрасовых браках, «Big Money» — о беспределе и своеволии полицейских, «Fists of Love» — о домашнем насилии, «Cables» — о скотобойне как средстве развлечения и зрелище. Самая известная песня альбома «Kerosene», отличавшаяся усложнённым медленным темпом, повествовала о самосожжении керосином как одном из подростковых развлечений в бедных районах.
Единственным синглом с альбома стала песня «Big Money», в сингл также вошла концертная версия песни «Cables», исполненная на одном из благотворительных концертов 1985 года. Эта же версия песни вошла и в альбом.
В основу обложки лёг рисунок авторства Чака Джонса, художника-мультипликатора Warner Bros.

## Список композиций
Слова и музыка всех песен — Big Black (Стив Альбини, Сантьяго Дуранго, Дэйв Райли).
| №   | Название             | Длительность |
| --- | -------------------- | ------------ |
| 1.  | «Jordan, Minnesota»  | 3:20         |
| 2.  | «Passing Complexion» | 3:05         |
| 3.  | «Big Money»          | 2:30         |
| 4.  | «Kerosene»           | 6:05         |
| 5.  | «Bad Houses»         | 3:10         |
| 6.  | «Fists of Love»      | 4:21         |
| 7.  | «Stinking Drunk»     | 3:27         |
| 8.  | «Bazooka Joe»        | 4:23         |
| 9.  | «Strange Things»     | 3:54         |
| 10. | «Cables» (Live)      | 3:09         |

## Участники записи

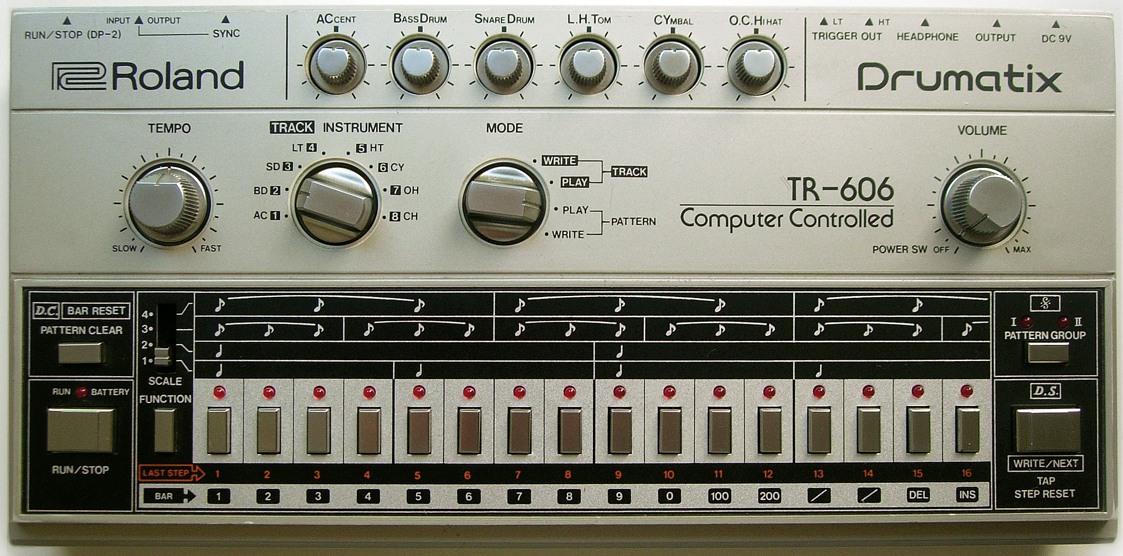
Аналоговая драм-машина Roland TR-606

- Стив Альбини — гитара, вокал
- Сантьяго Дуранго — гитара
- Дэйв Райли — бас-гитара
- Roland TR-606 — ударные